# وزراء خارجية جمهورية أبخازيا
تم إنشاء وزارة الشؤون الخارجية في جمهورية أبخازيا يوم 17 أيار عام 1993، خلال الحرب 1992-1993 مع جورجيا. ولا يقتصر دور وزير الخارجية على المفاوضات حول تسوية النزاع الجورجي الأبخازي فقط , ولكن على السعي من أجل الحصول على الاعتراف الدولي أيضاً, ويشغل منصب وزير الخارجية حالياً تشيريكبا فياتشيسلاف.

## قائمة بالأشخاص الذين شغلوا المنصب
| #  | الاسم               | استلام المنصب        | الإعفاء من المنصب    | الرئيس                                            |
| 1  | سعيد تاركيل         | 17 أيار 1993         | كانون الأول 1993     | فلاديسلاف أردزنبا                                 |
| 2  | سقراط دجينجوليا     | كانون الأول 1993     | تشرين الأول 1994     | فلاديسلاف أردزنبا                                 |
| 3  | ليونيد لاكيربايا    | 29 حزيران 1995       | 31 تموز 1996         | فلاديسلاف أردزنبا                                 |
| 4  | كونستانتين أوزغان   | 31 تموز 1996         | نيسان 1997           | فلاديسلاف أردزنبا                                 |
| 5  | سيرغي شامبا         | 7 أيار 1997          | 18 حزيران 2004       | فلاديسلاف أردزنبا                                 |
| 6  | غيورغي أتيربا       | 18 حزيران 2004       | 28 تموز 2004         | فلاديسلاف أردزنبا                                 |
| 7  | إيغور أخبا          | 28 تموز 2004         | 14 كانون الأول 2004  | فلاديسلاف أردزنبا                                 |
| 8  | سيرغي شامبا         | 14 كانون الأول 2004  | 21 أذار 2005         | فلاديسلاف أردزنبا                                 |
| 8  | سيرغي شامبا         | 21 أذار 2005         | 26 كانون الثاني 2010 | سيرجي باغابش                                      |
| 9  | مكسيم غفيندجيا      | 26 كانون الثاني 2010 | تشرين الأول 2011     | سيرجي باغابش                                      |
| 10 | تشيريكبا فياتشيسلاف | 11 تشرين الأول 2011  | 20 أيلول 2016        | ألكساندر أنكفاب فاليري بغانبا(مؤقت) راؤول خاجيمبا |
| 11 | داور كوفي           | 4 تشرين الأول 2016   | حتى الآن             | راؤول خاجيمبا                                     |
| 11 | داور كوفي           | 4 تشرين الأول 2016   | حتى الآن             | فاليري بغانبا (مؤقت)                              |